# Gluk’oZa
Natalja Iljinična Čisťakovová-Ionovová (rusky Наталья Ильинична Чистякова-Ионова; * 7. června 1986 Moskva, Sovětský svaz), v uměleckém světě známá jako Gluk’oZa (rusky Глюк’oZa, česky doslovně glukóza), je ruská zpěvačka.

## Osobní život
Narodila se roku 1986 v sovětském hlavním městě Moskvě. Oba rodiče pracovali jako programátoři. V mládí hrála šachy a navštěvovala kurzy baletu. Objevila se také jako herečka v několika filmech, mezi jinými ve snímcích The Red One: Triumph (Триумф), War Of The Princesses a několika dílech televizního seriálu Ěraláš (Mišmaš, Ералаш).
17. června 2006 se vdala za ruského manažera Alexandra Čisťakova. Mají dvě dcery Lidii (nar. 2007) a Věru Čisťakovovy (nar. 2011), obě narozené ve Španělsku. Rodina žije v Moskvě.

## Hudební kariéra
V roce 2002 ji objevil hudební producent Maxim Fadějev. Ve spolupráci s ním vydala debutové album Glukoza Nostra a natočila první videoklip „Ненавижу“ využívající počítačové animace. Průlom na ruské scéně zaznamenala v roce 2004, kdy z desky uvolnila singl „Bride“ (Невеста), jenž se posunul na přední příčky hitparád.
V následujících dvou letech byly vydány další singly „Snow“ (Снег идёт), „Oh oh“ (Ой, oй), „Karina“ (Карина) a duet s ukrajinským zpěvákem a komikem Věrkou Serďučkem „I wanted a Groom“ (Жениха хотела).
Je držitelkou MTV Europe Music Awards za nejlepší ruský počin a ceny Muz–TV za průlom roku. Vyjma ruské scény koncertovala také v Bělorusku, Ukrajině, Kazachstánu, střední Asii, v Londýně a ve Spojených státech. Stala tváří kolekce Avon Color Trend.
Druhé album s názvem Moskva, jehož prodejnost přesáhla milión kopií, obsahuje singly „Schwein“, „Yura“ (Юра), „Moskva“ (Москва) a „To hell with it“. V říjnu 2006 vydala skladbu „Sashok“ (Сашок), která pojednává o vztahu s manželem. Následně přerušila hudební činnost pro těhotenství.
V roce 2011 nahrála třetí studiovou desku Trans-forma, z níž se singl „Schweine“ objevil ve video hře Grand Theft Auto IV.
Členy její doprovodné kapely byli k roku 2011 Arťom Semjenkovič (sólová kytara), Denis Viskunov (havajská kytara), Kirill Savičjov (bicí nástroje) a Vladimir Gorovjenko (klávesy).

## Diskografie

### Studiová alba
- 2003 – Glukoza Nostra (Глюк’oZa Nostra)
- 2005 – Moskva (Москва)
- 2011 – Trans-forma (Транс-Форма)